# 平英房
平 英房（へい/たいら ひでふさ）は、室町時代後期から戦国時代にかけての武将。義就流畠山氏（総州家）の奉行人（内衆）を務めた。

## 概要
英房の英の字は畠山義英の偏諱を受けたものであると考えられる。
享禄4年（1531年）7月17日には畠山義堯の奉行人として文書を発給している。
義堯が死去した後は奉行人としての立場を終われ、同族と見られる平英正が畠山在氏の奉行人を務めている。
後継者と見られる平誠佑は畠山尚誠の偏諱を受けており、畠山在氏と木沢長政の没落に伴い復権したと考えられる。